# Autódromo Internacional de Santa Cruz do Sul
El Autódromo Internacional de Santa Cruz do Sul, también conocido por su nombre original Circuito Oswaldinho de Oliveira, es un circuito de carreras ubicado en la localidad brasileña de Santa Cruz do Sul, en el estado de Río Grande do Sul. Se trata de un circuito diseñado para la realización de competencias de deporte motor, ya sea de automovilismo, como motociclismo de velocidad. Su traza posee una longitud de 3531 metros (3,5 km) y combina una serie de curvas abiertas y cerradas, con una extensa recta de 752 metros.
Este circuito fue inaugurado el 12 de junio de 2005 y ya en el día 2 de octubre de ese mismo año recibiría la visita de la principal categoría brasileña de turismos: El Stock Car Brasil. A partir de allí, este circuito se convertiría en sede de diferentes categorías nacionales e internacionales de automovilismo, destacándose también entre estas las visitas de categorías como el Top Race o el Turismo Competición 2000. Actualmente, en el circuito se realizan competencias de categorías como el Stock Car, Fórmula 3 Brasil y desde el año 2015, de la Fórmula 4 Sudamericana.

## Localización del circuito
El Autódromo Oswaldinho de Oliveira se encuentra en la localidad de Santa Cruz do Sul, dentro del parque de eventos de la Reserva de São José, a la vera de la ruta BR-471. Entre las distancias más relevantes, se encuentra la capital de Río Grande do Sul, Porto Alegre, a 155 km. Asimismo, dista a unos 560 km de la fronteriza ciudad de Paso de los Libres en Argentina, a 737 km de Montevideo y 967 km de Buenos Aires. 
Viniendo desde Porto Alegre, debe tomarse la ruta BR-290, hasta el empalme con la ruta BR-471, a la altura de Pantano Grande. Una vez llegado al empalme, tomar a la derecha por la BR-471, hasta llegar a la intersección con la ruta RS-412 y desviando hacia la izquierda. Una vez ingresado a la RS-412, se debe recorrer un par de kilómetros, hasta llegar al acceso del autódromo, ubicado sobre la mano derecha en sentido desde la BR-471, hasta Santa Cruz do Sul.

## Reseñas históricas
- 2005: el 12 de junio se inaugura el Circuito Oswaldinho de Oliveira, futuramente conocido como Autódromo Internacional de Santa Cruz do Sul y ya el 2 de octubre de ese mismo año, se celebra la primera edición de la Stock Car V8. El primer ganador de esta categoría dentro de este circuito, es el riojaneirense Cacá Bueno al comando de un Mitsubishi Lancer
- 2006: el Stock Car vuelve a presentarse en  Santa Cruz, resultando como vencedor el piloto goianio Ruben Fontes.
- 2007: Carlos "Cacá" Bueno vuelve a repetir victoria en la tercera presentación de la Stock Car V8 en Santa Cruz.
- 2008: Cacá Bueno vuelve a erigirse en vencedor en la cuarta presentación de la categoría en el circuito. Escoltado por Valdeno Brito y Allam Khodair, Cacá comienza a confirmarse en la historia de la STV8 como su piloto más ganador en la historia.
- 2009: tras dos victorias de Cacá Bueno, el circuito sería testigo de la subida al escalón más alto del podio por parte del debutante Max Wilson al comando de un Chevrolet Vectra III, quien además de obtener su primera victoria en la categoría, también se perfilaría como candidato al título para el año siguiente.
- 2010: en esta temporada se sucede una inusual definición en la competencia, ya que el triunfo termina quedando en manos de Allam Khodair, quien no obtendría la victoria en pista, ya que arribaría a la bandera a cuadros en la cuarta colocación. La causa que terminaría decretando su victoria, se daría a causa de una desclasificación de los 3 primeros (Ricardo y Rodrigo Sperafico, junto a Alan Hellmeister), por no respetar indicaciones de una determinación tomada por el tribunal de disciplinas de a STV8, debido a la cual los tres pilotos debían hacer una parada de repostaje obligatorio, en un determinado ínterin de giros. La sanción que le cupiera a los tres pilotos, se debió a que los tres ingresaron a repostar fuera de ese ínterin de giros pactado.
- 2011: en este año se sucedería un cierre temporal por parte de la administradora principal del circuito, debido a un conflicto de intereses generado a nivel político. De esta manera, Alceu Feldmann se convertiría en el último ganador de esa categoría, como así también fue su última victoria profesional. A comienzos de ese año, el autódromo recibiría por primera vez a la categoría argentina de turismos Top Race, la cual terminaría de elevar el estatus del circuito a nivel internacional. El ganador de esa competencia, corrida el 27 de febrero de 2011, fue el piloto argentino Juan Cruz Álvarez al comando de un Mercedes-Benz C-203.[2]